# Rauch (Familienname)
Rauch ist ein deutscher Familienname.

## Namensträger

### A
- Adolf von Rauch (Papierfabrikant) (1798–1882), deutscher Papierfabrikant
- Adolf von Rauch (Offizier) (1805–1877), preußischer Kammerherr und Hofmarschall, Vorsitzender der Numismatischen Gesellschaft zu Berlin
- Adolf Rauch (Schauspieler) (1868–nach 1902), österreichischer Schauspieler
- Adolf Rauch (Maler) (1894–1986), österreichischer Maler und Fotograf
- Adrian Rauch (1731–1802), österreichischer Ordensgeistlicher, Historiker und Lehrer
- Albert von Rauch (1829–1901), preußischer General der Infanterie
- Albert Rauch (Maler) (1908–1970), österreichischer Maler und Politiker
- Albert Rauch (Geistlicher) (1933–2015), deutscher römisch-katholischer Geistlicher
- Alexander Rauch (* 1943), deutscher Kunst- und Kulturhistoriker sowie Autor
- Alfred von Rauch (1824–1900), preußischer General der Kavallerie
- Alfred Rauch (Fabrikant) (1860–1937), Schweizer Tuchfabrikant
- Alfred de Rauch (1887–nach 1923), französischer Eishockeyspieler
- Alfred Rauch (Politiker) (1893–1977), deutscher Ingenieur und Politiker (CDU)
- Alice Rauch (1870–1926), deutsche Schauspielerin
- Andrea Rauch (1939–2013), Schweizer Brigadier
- Andreas Rauch (1592–1656), österreichischer Musiker und Komponist
- Andreas M. Rauch (* 1961), deutscher Politikwissenschaftler
- Anita Rauch (* 1967), deutsche Genetikerin
- Anton Rauch (1801–1884), österreichischer Großmühlenbesitzer und Unternehmer
- August Rauch (1919–2010), US-amerikanischer Forst- und Holzwissenschaftler

### B
- Bernd Rauch (* 1943), deutscher Fußballfunktionär, 2. Vizepräsident des FC Bayern München
- Bernhard Rauch (* 1971), deutscher Pharmakologe
- Bonaventura von Rauch (1740–1814), preußischer Generalmajor
- Bonifaz Rauch (1873–1949), Benediktiner, Professor, Schriftsteller

### C
- Carl Rauch (* 1982), österreichischer Manager, Verlagsleiter und Autor
- Christian Rauch (Pädagoge) (1813–1887), deutscher Pädagoge und Politiker
- Christian Rauch (Kunsthistoriker) (1877–1976), deutscher Kunsthistoriker
- Christian Daniel Rauch (1777–1857), deutscher Bildhauer
- Christoph Rauch (Jurist) (1578–1631), deutscher Jurist
- Christoph Rauch, Pseudonym von August Wygand (1657–1709), deutscher Jurist, Politiker und Schriftsteller
- Christoph Rauch (Künstler) (* 1958), deutscher Objektkünstler
- Christoph Rauch (Arabist) (* 1972), deutscher Arabist, Islamwissenschaftler und Bibliothekar

### D
- Daniel Rauch (* 1923), deutscher Fußballspieler
- Dorli Rauch (* 1950), deutsche Politikerin (Die Grünen), MdL Hessen

### E
- Eduard Rauch (Politiker) (1844–1931), Oberbürgermeister, Mitglied des Kurhessischen Kommunallandtages Kassel
- Eduard Rauch (1900–1979), oberösterreichischer Politiker (ÖVP)
- Egmont von Rauch (1829–1875), preußischer Oberst und Kommandeur des Husaren-Regiments „von Zieten“ (Brandenburgisches) Nr. 3
- Elmar Rauch, promovierter Jurist, deutscher, Rechtsanwalt sowie Master of Laws (LL.M.) und Übersetzer völkerrechtlicher Fachbücher aus dem Russischen
- Else Rauch (1888–1942), deutsche Lehrerin und NS-Opfer
- Emil Rauch (1894–1967), Schweizer Agraringenieur und Pionier der landwirtschaftlichen Motorisierung
- Erich Rauch (Sänger) (1888–1962), deutscher Sänger (Bass)
- Erich Rauch (1922–2003), österreichischer Mediziner
- Ernst Rauch (1797–1877), deutscher Kupferstecher, Stahlstecher, Illustrator und Zeichner
- Ernst Andreas Rauch (1901–1990), deutscher Bildhauer
- Erwin Rauch (1889–1969), deutscher Offizier, zuletzt Generalleutnant
- Esther Rauch (* 1985), österreichische Filmregisseurin und Drehbuchautorin

### F
- Federico Rauch (1790–1829), deutsch-argentinischer Offizier
- Fedor von Rauch (1822–1892), deutscher Kavallerieoffizier
- Felicitas Rauch (* 1996), deutsche Fußballspielerin
- Felizian Rauch der Ältere (1767–1832), österreichischer Drucker und Verleger
- Felizian Rauch der Jüngere (1804–1884), österreichischer Drucker und Verleger
- Ferdinand Rauch (Maler) (1813–1852), österreichischer Maler
- Ferdinand Rauch (Wirtschaftswissenschaftler) (* vor 1985), österreichischer Wirtschaftswissenschaftler und Hochschullehrer
- František Rauch (1910–1996), tschechischer Pianist und Musikpädagoge
- Franz Rauch (Pfarrer), deutscher Pfarrer und Politiker, MdL Sachsen
- Franz Rauch (Drehbuchautor) (1878–1960), deutscher Drehbuchautor und Schauspieler
- Franz Rauch (Pädagoge) (* 1961), österreichischer Pädagoge und Biologe
- Fred Rauch (1909–1997), österreichischer Textdichter, Kabarettist, Sänger und Moderator
- Friederike von Rauch (* 1967), deutsche Fotografin
- Friedrich von Rauch (Politiker) (1823–1890), deutscher Fabrikant und Politiker, MdL Württemberg
- Friedrich von Rauch (General) (1855–1935), deutscher General der Kavallerie
- Friedrich Rauch (Politiker) (1859–1948), deutscher Politiker (SPD), MdR
- Friedrich Rauch (Fotograf) (1928–1993), deutscher Fotograf und Fachautor
- Friedrich Wilhelm von Rauch (General, 1790) (1790–1850), deutscher Generalleutnant und Generaladjutant
- Friedrich Wilhelm von Rauch (General, 1827) (1827–1907), deutscher Generalleutnant
- Friedrich Wilhelm von Rauch (Militärgouverneur) (1868–1899), deutscher Oberleutnant und Erzieher
- Friedrich Wilhelm Andreas Rauch (1871–1952), deutscher Landwirt und Dichter
- Fritz Rauch (1867–1916), deutscher Apotheker und Botaniker
- Fritz Rauch (Lepidopterologe) (1873–1947), österreichischer Lehrer und Schmetterlingskundler

### G
- Georg III. Rauch († 1608), deutscher Benediktinerabt aus Weißenhorn in Zwiefalten
- Georg Rauch (Architekt) (1876–nach 1929), deutscher Architekt
- Georg von Rauch (Historiker) (1904–1991), deutscher Historiker
- Georg Rauch (SS-Mitglied) (1921–2008), deutscher Offizier der Waffen-SS
- Georg von Rauch (Anarchist) (1947–1971), deutscher Studentenfunktionär und Anarchist
- Georg Adolph Dietrich Rauch (1789–1864), deutsch-baltischer Mediziner
- George W. Rauch (1876–1940), US-amerikanischer Politiker
- Geraldine Rauch (* 1982), deutsche Wissenschaftlerin
- Günter Rauch (1935–2022), deutscher Historiker
- Günter Rauch (Maler) (* 1946), deutscher Maler, Zeichner und Installationskünstler
- Günther Rauch (* 1952), österreichischer Eishockeyspieler
- Gustav von Rauch (General) (1774–1841), deutscher General der Infanterie und Politiker
- Gustav Rauch (Mediziner) (1912/1913–nach 1959), deutscher Internist und Tuberkuloseforscher
- Gustav Waldemar von Rauch (1819–1890), deutscher General der Kavalleri

### H
- Hans Rauch (Mediziner) (1888–1970), deutscher Chirurg
- Hans Rauch (General) (1899–1958), deutscher Generalmajor der Luftwaffe
- Hans Rauch (Politiker) (1900–1966), österreichischer Journalist und Politiker (SPÖ), Steiermärkischer Landtagsabgeordneter
- Hans Rauch (Zahnmediziner) (1921–1989), österreichischer Zahnmediziner, Mineraloge und Entomologe (Schmetterlinge)
- Hans Rauch (Musiker) (1929–1982), deutscher Akkordeonist, Komponist und Dirigent
- Hans-Georg Rauch (1939–1993), deutscher Zeichner und Grafiker
- Hans-Joachim Rauch (Mediziner) (1909–1997), deutscher Psychiater, Neurologe und Hochschullehrer
- Hans-Joachim Rauch (Politiker), deutscher Politiker (CDU)
- Hans-Jörg Rauch (* 1982), österreichischer Jurist
- Hans-Martin Rauch (* 1945), deutscher Kirchenmusiker
- Harry Rauch (Mathematiker) (1925–1979), US-amerikanischer Mathematiker
- Harry Rauch (Fußballspieler) (1928–2015), österreichischer Fußballspieler und -trainer
- Heinrich Rauch (1898–1955), deutscher Generalleutnant
- Heinz Rauch (1914–1962), deutscher Politiker (KPD/SED), Spanien- und Widerstandskämpfer
- Helmut Rauch (1939–2019), österreichischer Kernphysiker
- Hermann Rauch (Bürgermeister) (um 1480–1550), deutscher Schöffe und Politiker, Bürgermeister von Weilburg
- Hermann Rauch (Schauspieler) (1869–1954), deutscher Schauspieler, Theaterdirektor und Autor
- Hubert Rauch (1947–2016), österreichischer Politiker (ÖVP)

### I
- Illo von Rauch-Wittlich (1935–2024), deutsche Malerin und Glaskünstlerin
- Irmengard Rauch (* 1933), US-amerikanische Germanistin, Sprachwissenschaftlerin und Hochschullehrerin
- Ivo Rauch (* 1961), deutscher Kunstglaser und Kunsthistoriker

### J
- Jakob Rauch (Stuckateur) (1718–nach 1785), deutscher Stuckateur
- Jakob Rauch (1881–1956), deutscher katholischer Geistlicher
- Jamie Rauch (* 1979), US-amerikanischer Schwimmer
- Janette Rauch (* 1962), deutsche Schauspielerin
- Jeffrey Rauch (* 1945), US-amerikanischer Mathematiker
- Jenny Rauch (1880–1904), deutsche Theaterschauspielerin
- Johann Rauch (Politiker) (1876–1936), deutscher Politiker (BVP), MdR
- Johann Rauch (SS-Mitglied) (1917–1949), deutscher SS-Offizier
- Johann Andreas Rauch (1575–1632), deutscher Maler und Kartograf
- Johann Baptist Rauch (1885–1963), deutscher Politiker (Zentrum, BVP), MdL Bayern
- Johann Franz Rauch (1685–1750), deutscher Mediziner
- Johann Georg Rauch (1789–1851), Schweizer Unternehmer und Politiker
- Johann Joseph Rauch (1805–nach 1868), österreichischer Maler
- Johann Nepomuk Rauch (1804–1847), österreichischer Maler
- Johannes Rauch (Maler) (* 1947), österreichischer Maler
- Johannes Rauch (Politiker, 1959) (* 1959), österreichischer Politiker (Grüne)
- Johannes Rauch (Politiker, 1971) (* 1971), österreichischer Politiker (ÖVP)
- John K. Rauch (* 1930), US-amerikanischer Architekt, Mitglied von Venturi, Rauch & Scott Brown
- Jonathan Rauch (* 1960), US-amerikanischer Autor und Journalist
- Josef Rauch (Offizier) (1765–1834), österreichischer Offizier und Schriftsteller
- Josef Rauch (Bildhauer) (1867–1921), deutscher Bildhauer
- Josef Rauch (Politiker, 1884) (1884–nach 1952), deutscher Kommunalpolitiker (CSU)
- Josef Rauch (Politiker, 1898) (1898–1972), österreichischer Politiker (CS, ÖVP)
- Josef Rauch (General) (1902–1984), deutscher Generalmajor
- Joseph Rauch (Bratschist) (?–1892), deutscher Bratschist
- Joseph Rauch (Komponist) (1904–1978), deutscher Franziskaner und Komponist
- Judith Rauch (* 1956), deutsche Journalistin
- Julian Rauch (* 1988), österreichischer Handballspieler

### K
- Karl Rauch (Künstler) (auch Carl Rauch; 1804–??), deutscher Kupferstecher und Zeichner
- Karl Rauch (Rechtswissenschaftler) (auch Carl Rauch; 1880–1953), österreichischer Rechtswissenschaftler und Hochschullehrer
- Karl Rauch (Dichter) (1887–1945), deutscher Dichter
- Karl Rauch (Verleger, 1897) (Pseudonym Rauchlin; 1897–1966), deutscher Verleger, Autor und Übersetzer
- Karl Wolfgang Rauch (1913–1963), österreichischer Verleger
- Klothilde Rauch (1903–1990), österreichische Bildhauerin und Restauratorin

### L
- Laura Rauch (* 1987), österreichische Schauspielerin
- Leo Rauch (1696–1775), deutscher Jesuit und Theologe
- Leopold von Rauch (1787–1860), preußischer Generalmajor
- Leopold von Rauch (1876–1955), deutscher Nachrichtenoffizier
- Leopold Rauch (1835–1908), österreichischer Unternehmer
- Levin Rauch (1819–1890), kroatischer Adliger, Politiker und Staatsmann
- Ludovica von Rauch, verh. Freifrau von Stumm-Ramholz (1866–1945), Stifterin des Krankenhausgebäudes in Schlüchtern
- Ludwig Rauch (* 1960), deutscher Künstler

### M
- Malte Rauch (* 1937), deutscher Publizist und Filmemacher
- Maria Rauch-Kallat (* 1949), österreichische Politikerin (ÖVP)
- Maria Lucas Rauch (Eva Rauch; 1906–2005), deutsche Ordensgeistliche (Benediktinerin) und Generalpriorin
- Martin Rauch (Erziehungswissenschaftler) (* 1940), deutscher Erziehungswissenschaftler und Professor für Schulpädagogik
- Martin Rauch (Künstler) (* 1958), österreichischer Bildhauer und Lehmbaukünstler
- Martin Rauch (* 1965), Schweizer Eishockeyspieler
- Mathias Rauch (* 1976), österreichischer Komponist, Arrangeur, Kapellmeister und Tubist
- Matthew Rauch, US-amerikanischer Schauspieler
- Matthias Rauch (* 1982), deutscher Entertainer und Zauberkünstler
- Maurice Rauch (1910–1994), US-amerikanischer jüdischer Komponist, Chorleiter und Pianist
- Melissa Rauch (* 1980), US-amerikanische Schauspielerin
- Men Rauch (1888–1958), Schweizer Ingenieur, Politiker und Dichter
- Meir Rauch (1909–1983), israelischer Schachkomponist und -meister
- Moriz von Rauch (Papierfabrikant) (1794–1849), deutscher Papierfabrikant
- Moriz von Rauch (Historiker) (1868–1928), deutscher Archivar und Historiker

### N
- Naren Rauch, US-amerikanischer Komponist und Gitarrist
- Neo Rauch (* 1960), deutscher Künstler
- Nikolaus von Rauch (1851–1904), preußischer Oberst und Kommandeur der 29. Kavalleriebrigade

### O
- Oscar Rauch (1907–1991), Schweizer Fußballspieler

### P
- Paul Rauch (1930–2012), US-amerikanischer Film- und Fernsehproduzent
- Pavao Rauch (1865–1933), kroatischer Adliger, Politiker und Staatsmann
- Peter Rauch (Theologe) (1495–1558), deutscher römisch-katholischer Theologe
- Peter Rauch (Schauspieler) (* 1947), deutscher Schauspieler
- Peter Rauch (Handballspieler) (* 1950), deutscher Handballspieler und Sportfunktionär
- Peter Rauch (Verleger), österreichischer Verleger
- Philipp Harden-Rauch (1892–1981), deutscher Buchhändler und Bibliothekar, 1936–1944 Funktionär des Verbandes Deutscher Volksbibliothekare
- Pyar Troll-Rauch (* 1960), deutsche Ärztin, Autorin und spirituelle Lehrerin

### R
- Ralf Rauch (* 1950), deutscher Kommunalpolitiker, Oberbürgermeister von Gera
- Rainer Rauch (* 1966), deutscher Kommunalpolitiker, Bürgermeister
- Raphael Rauch (* 1985), deutscher Journalist, Historiker und römisch-katholischer Theologe
- Renate Lüllmann-Rauch (1941–2024), deutsche Anatomin und Hochschullehrerin
- Richard Rauch (Politiker) (1897–1977), deutscher Politiker und Gewerkschafter
- Richard Rauch (* 1985), österreichischer Koch
- Richard d’Alton-Rauch (1867–1959), deutscher Generalmajor der Wehrmacht
- Robert Rauch (* 1958), deutscher Bergsteiger
- Rosalie von Rauch (1820–1879), Gräfin von Hohenau, zweite, morganatische Ehefrau von Prinz Albrecht von Preußen
- Rose Rauch (1912–1988), deutsche Schauspielerin
- Rudolf Rauch (1892–1964), österreichischer Sprinter, Weitspringer und Speerwerfer

### S
- Sandra Rauch (* 1967), deutsche Künstlerin
- Sebastian Rauch (Musiker) (1783–1944), deutscher Hornist
- Sebastian Rauch (* 1981), deutscher Fußballtorhüter
- Sibylle Rauch (* 1960), deutsche Schauspielerin und Pornodarstellerin
- Siegfried Rauch (Motorjournalist) (1906–1996), deutscher Motorjournalist
- Siegfried Rauch (Schauspieler) (1932–2018), deutscher Schauspieler
- Sigurd Rauch (1916–um 2004), Schweizer HNO-Arzt und Hochschullehrer
- Steffen Gregor Rauch (* 1964), Jurist und Richter am Bundesfinanzhof

### T
- Theo Rauch (* 1945), deutscher Volkswirt und Geograf
- Theodor Rauch (Geistlicher, 1862) (1862–1931), deutscher evangelischer Pfarrer
- Theodor Rauch (Geistlicher, 1890) (1890–1972), deutscher katholischer Ordensgeistlicher
- Thomas Rauch (* 1964), österreichischer Künstler und Schriftsteller

### U
- Udo Rauch (* 1959), deutscher Archivar und Stadthistoriker
- Ulrich Rauch (* vor 1970), kanadischer Soziologe und Hochschullehrer

### W
- Walter Rauch (Politiker, 1961) (* 1961), österreichischer Politiker (ÖVP), Landtagsabgeordneter in Vorarlberg
- Walter Rauch (Politiker, 1978) (* 1978), österreichischer Politiker (FPÖ), Abgeordneter zum Nationalrat
- Wendelin Rauch (1885–1954), Erzbischof von Freiburg im Breisgau
- Wilhelm Rauch (1871–1952), deutscher Mundartschriftsteller und Prähistoriker
- Winfried Rauch (1942–2016), deutscher Ingenieur, Unternehmer und Firmengründer
- Wolf Rauch (* 1952), österreichischer Informationswissenschaftler
- Wolfgang Rauch (Schriftsteller) (1898–1980), deutscher Offizier und Schriftsteller
- Wolfgang Rauch (Heimatforscher) (* 1931), deutscher Heimatforscher
- Wolfgang Rauch (Erziehungswissenschaftler) (* 1954), deutscher Erziehungswissenschaftler und Hochschullehrer für Sonderpädagogik
- Wolfgang Rauch (Sänger) (* 1957), deutscher Sänger (Bariton)
- Wolfgang Rauch (Psychologe) (* 1975), deutscher Psychologe und Hochschullehrer